# Notonuphis abyssalis
Notonuphis abyssalis är en ringmaskart som beskrevs av Imajima 1999. Notonuphis abyssalis ingår i släktet Notonuphis och familjen Onuphidae. Inga underarter finns listade i Catalogue of Life.